# Guilderton
Guilderton is een kustplaatsje in de regio Wheatbelt in West-Australië. Het ligt aan de monding van de rivier Moore, 94 kilometer ten noorden van Perth, 39 kilometer ten zuidoosten van Lancelin en 38 kilometer ten westen van Gingin.

## Geschiedenis
De oorspronkelijke bewoners van de monding van de Moore bij aanvang van de Europese kolonisatie waren de Juat Nyungah Aborigines. De aborigines noemden de monding gabbadah wat "mond vol water" betekende.
De omgeving van de monding van de Moore werd door de bewoners van Gingin als recreatiegebied gebruikt. In 1905 vroegen de inwoners de overheid om een weg vanuit Gingin naar het gebied aan te leggen en het officieel als recreatiegebied te erkennen. Er werden dat jaar drie bungalows gebouwd en een waterput geslagen. Het recreatiegebied werd in 1907 goedgekeurd. Tijdens de Tweede Wereldoorlog werden duizenden soldaten langs de rivier Moore gestationeerd. De soldaten maakten ook gebruik van het recreatiegebied.
Eind jaren 1940 vroeg de bevolking om er een permanente camping te mogen oprichten. De overheid besloot er een dorp te stichten en op 28 november 1951 werd het kustplaatsje officieel gesticht. Er werd naar een naam gezocht en Henrietta Drake-Brockman stelde voor het Guilderton te noemen vanwege het in 1656 in de nabijheid vergane koopvaardijschip Vergulde Draeck die een grote voorraad zilveren guldens aan boord had. In 1931 waren in de duinen ten noorden van de monding zilveren guldens gevonden die vermoedelijk van het schip afkomstig waren.
In 1983 werd een vuurtoren gebouwd op Wreck Point in Guilderton. De vuurtoren is 32 meter hoog en werd in rode baksteen rechtgetrokken.

## 21e eeuw
Guilderton is een toeristisch kustplaatsje dat deel uitmaakt van het district Shire of Gingin.
In 2021 telde Guilderton 158 inwoners tegenover 146 in 2006.

## Klimaat
Guilderton kent een warm mediterraan klimaat, Csa volgens de klimaatclassificatie van Köppen. De gemiddelde jaarlijkse temperatuur bedraagt er 18,5 °C en de gemiddelde jaarlijkse neerslag ligt rond 688 mm.

## Galerij

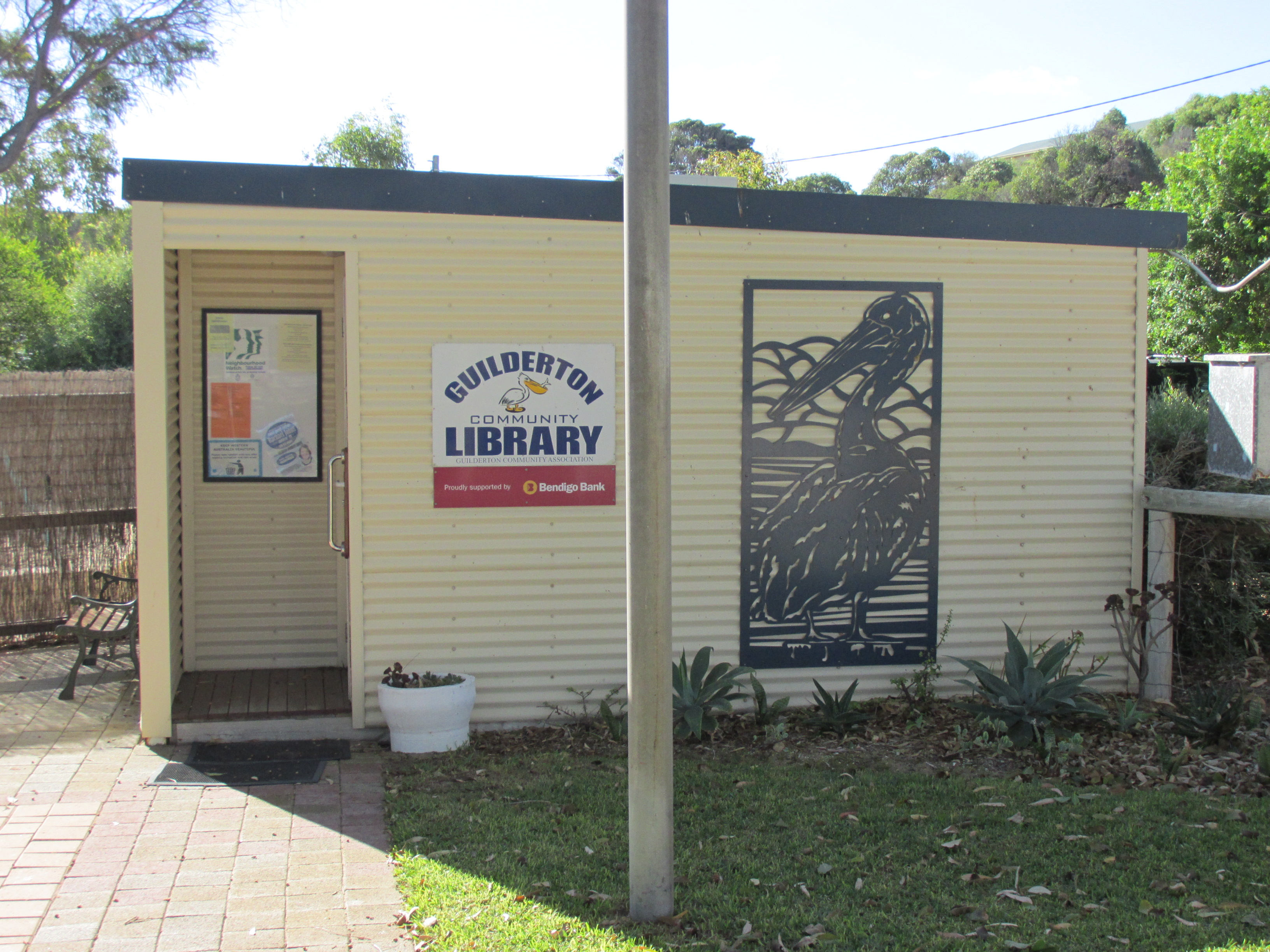
open bibliotheek
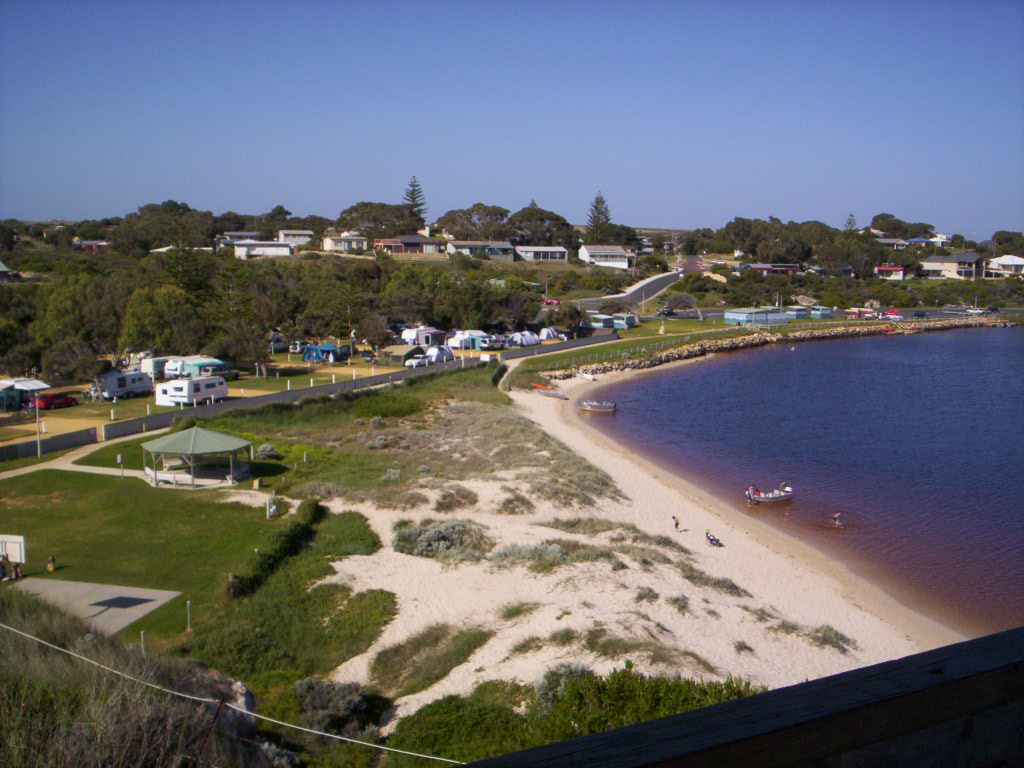
langs de rivier Moore
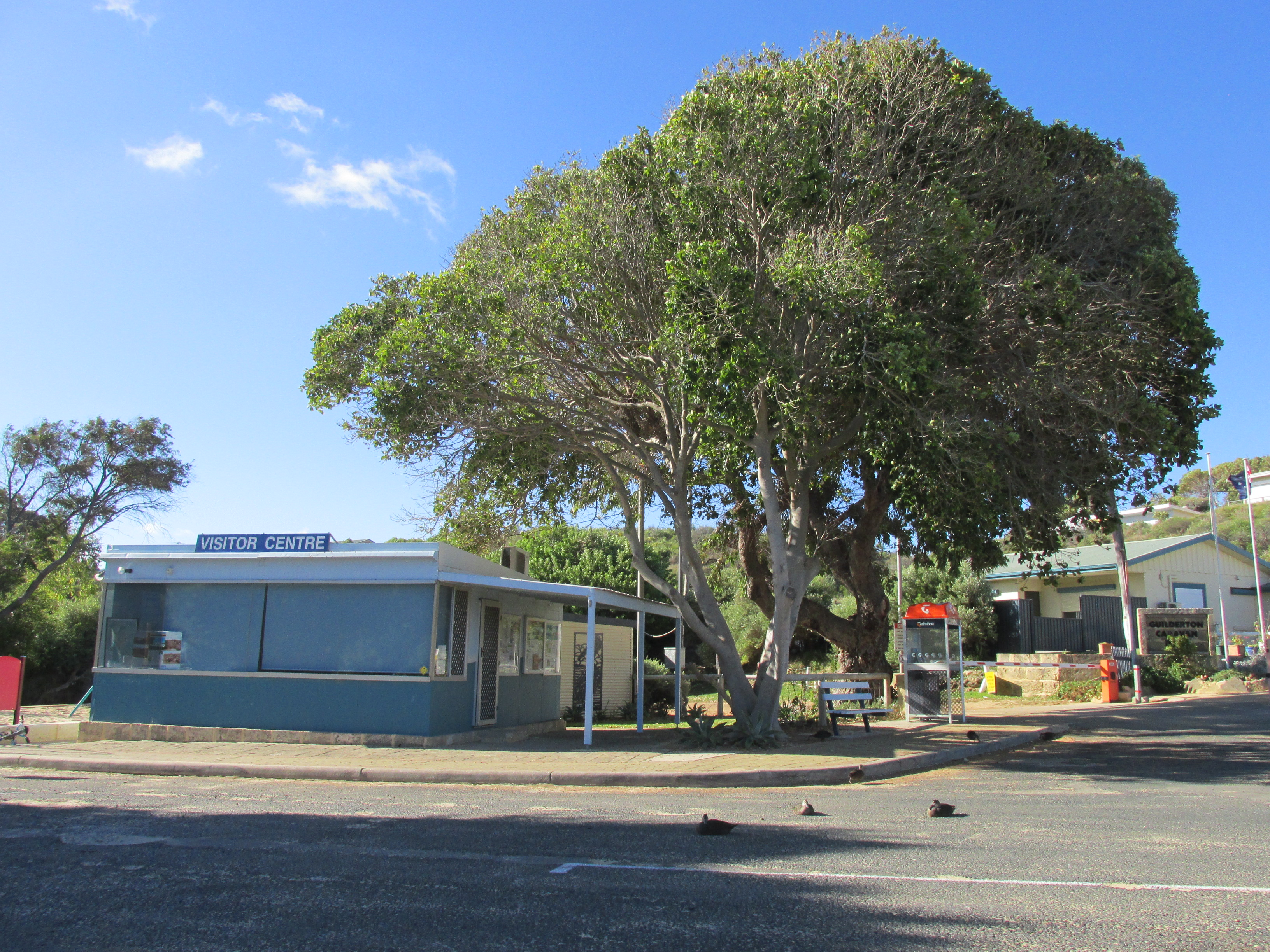
toerisme kantoor
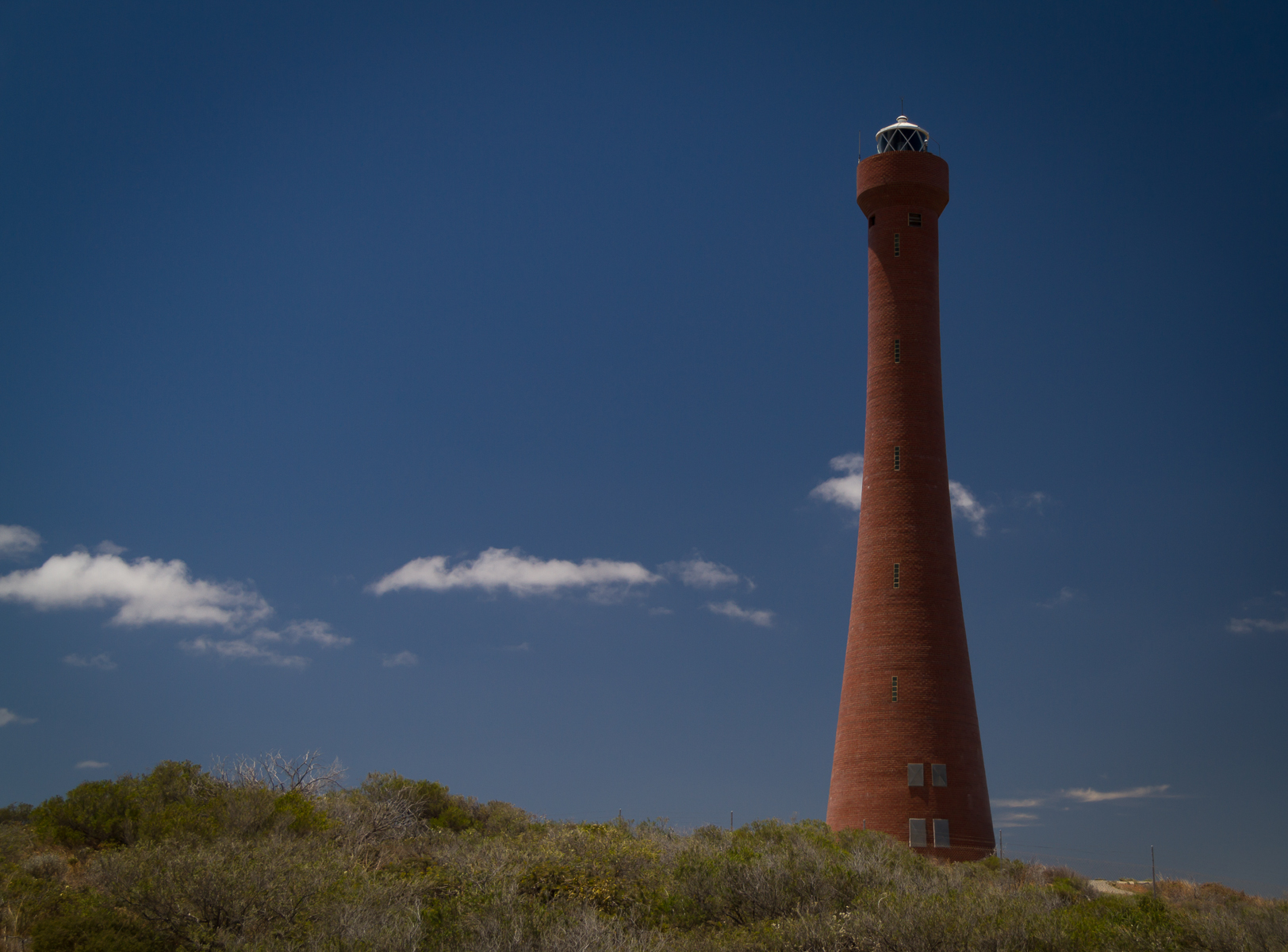
vuurtoren
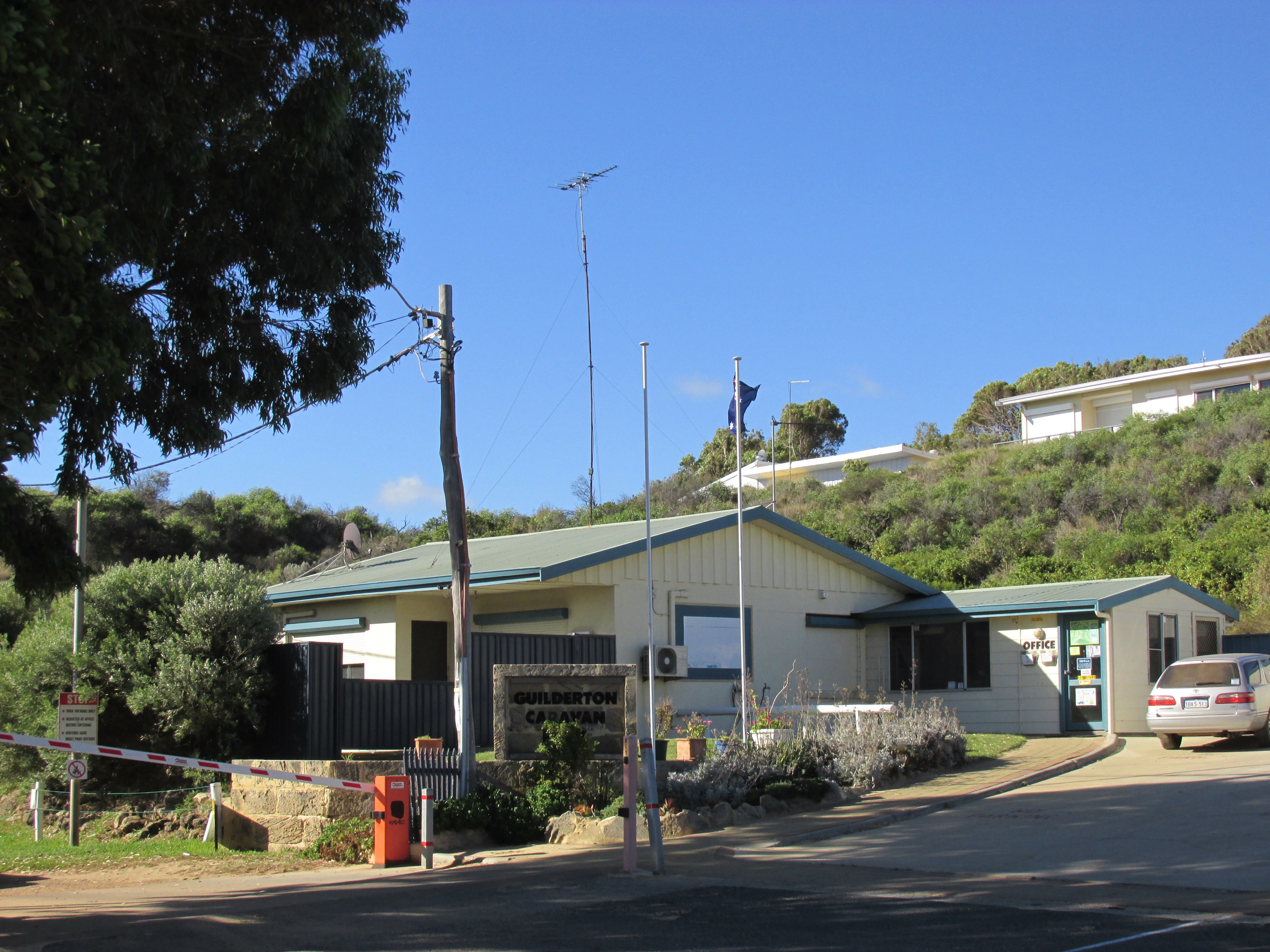
ingang caravanpark

Aldersyde · Amery · Ardath · Arthur River · Baandee · Babakin · Badgingarra · Badjaling · Bailup · Bakers Hill · Balkuling · Ballaying · Ballidu · Beacon · Beenong · Beermullah · Bejoording · Belka · Bencubbin · Bendering · Benjaberring · Beverley · Bilbarin · Bindi Bindi · Bindoon · Bodallin · Bolgart · Bonnie Rock · Boolading · Booraan · Brookton · Bruce Rock · Bullaring · Bullfinch · Bulyee · Bungulla · Buntine · Burakin · Burracoppin · Cadoux · Calingiri · Campion · Caraban · Carrabin · Cataby · Cervantes · Chandler · Chittering · Clackline · Cold Harbour · Congelin · Coomberdale · Copley · Corrigin · Cowcowing · Crossman · Cuballing · Culbin · Cunderdin · Dalwallinu · Dandaragan · Dangin · Darkan · Dattening · Dongolocking · Doodlakine · Dowerin · Dudinin · Dumbleyung · Duranillin · Dwarda · Ejanding · Elabbin · Erikin · Gabbin · Gingin · Goomalling ·  Grass Valley · Greenhills · Guilderton · Gwambygine · Harrismith · Highbury · Hines Hill · Holt Rock · Hyden · Jelcobine · Jennacubbine · Jennapullin · Jitarning · Jurien Bay · Kalannie · Karlgarin · Kellerberrin · Kondinin · Kondut · Koojan · Koolyanobbing · Koorda · Korbel · Korrelocking · Kukerin · Kulin · Kulja · Kulyaling · Kunjin · Kununoppin · Kweda · Kwelkan · Kwolyin · Lancelin · Lake Brown · Lake Grace · Lake King · Ledge Point · Manmanning · Marvel Loch · Meckering · Meenaar · Merredin · Miling · Minnivale · Mogumber · Mokine · Moodiarrup · Mooliabeenee · Moora · Moorine Rock · Moorumbine · Moulyinning · Mount Hardey · Mount Kokeby · Mount Walker · Muchea · Mukinbudin · Muntadgin · Nalya · Nangeenan · Narembeen · Narrogin · New Norcia · Newdegate · Nilgen · Nokaning · North Bannister · Northam · Nukarni · Nungarin · Pantapin · Piawaning · Piesseville · Pingaring · Pingelly · Pithara · Popanyinning · Quairading · Quindanning · Regans Ford · Seabird · Shackleton · Southern Cross · Spencers Brook · Tammin · Tincurrin · Toodyay · Trayning · Varley · Wagin · Walebing · Walgoolan · Wandering · Wannamal · Watheroo · Welbungin · West Dale · West Toodyay · Westonia · Wialki · Wickepin · Wilbinga · Williams · Wongan Hills · Woodridge · Wubin · Wundowie · Wyalkatchem · Yealering · Yelbeni · Yellowdine · Yilliminning · Yerecoin · York · Yorkrakine · Yornaning · Yoting · Youndegin